# Frénouville
Frénouville település Franciaországban, Calvados megyében. Lakosainak száma 2022 fő (2022. január 1.). Frénouville Bellengreville, Bourguébus, Cagny, Émiéville, Grentheville, Soliers és Vimont községekkel határos.

## Népesség
A település népessége az elmúlt években az alábbi módon változott:
| Lakosok száma | 741  | 1124 | 1266 | 1593 | 1960 | 1979 | 1948 | 1970 | 1981 | 2022 |
|               | 1968 | 1982 | 1990 | 2006 | 2013 | 2015 | 2017 | 2019 | 2020 | 2022 |